# Skyggen af tvivl
|  | Denne artikel er oprettet af botten PalnaBot ud fra en ekstern database. Den kan derfor have sproglige fejl eller mangler. Denne skabelon kan fjernes efter kontrol af indholdet. |

Skyggen af tvivl er en kortfilm instrueret af Esben Tønnesen efter manuskript af Lærke Kløvedal, Esben Tønnesen.

## Handling
Mobilen summer i lejligheden i det indre København, og Liv vælger efter nogen tøven at ringe op til den unge mand, hun var sammen med dagen i forvejen. Kortfilmen fører os herefter i en filmisk tour de force gennem historien om en forelskelse og den eksistentielle skygge og tvivl, der ligger over mange unges forbehold om at indgå i et nyt kæresteforhold.